# Министър-председател на Узбекистан
Министър-председателят на Узбекистан (на узбекски: O`zbekiston Bosh vaziri) е глава на правителството в страната. Назначава се от президента.

## Списък на министър-председателите на Узбекистан
| # | Име                | Мандат              | Мандат              | Политическа партия |
| - | ------------------ | ------------------- | ------------------- | --- |
| 1 | Абдулхашим Муталов | 8 януари 1992 г.    | 21 декември 1995 г. | Народна демократическа партия на Узбекистан                                                                             |
| 2 | Откир Султонов     | 21 декември 1995 г. | 12 декември 2003 г. | Народна демократическа партия на Узбекистан                                                                             |
| 3 | Шавкат Мирзийоев   | 12 декември 2003 г. | 14 декември 2016    | Национална демократическа партия за саможертва (до 2008 г.) Демократическа партия за национално възраждане (от 2008 г.) |
| 4 | Абдула Арипов      | 14 декември 2016    | действащ            | Либералдемократическа партия                                                                                            |